# Елия Верина
Елия Верина († 484) е съпруга на византийския император Лъв I и тъща на Зенон, който е женен за дъщеря ѝ Ариадна.

## Биография
Произходът ѝ на Елия Верина е неизвестен, но тя явно принадлежи към простолюдието на Византия и вероятно също като съпруга си идва в Константинопол от провинция Дакия Аврелиана - след заселването им в столицата известно време работят като месари. По-късно Лъв постъпва във войската, издига се и привлича вниманието на влиятелния военачалник Аспар, който прокарва кандидатурата на протежето си за император, надявайки се чрез него да задържи контрола си над делата на империята (сам той въпреки своята популярност не счита за възможно да вземе официално властта, защото е ариан, докато Лъв е православен и прави впечатление със своята набожност). За да ограничи влиянието на Аспар и роднините му, Лъв се споразумява за съвместно противодействие срещу него и поддържащите ги готски наемници с Тараксикодиса, езичник и водач на племето исаврийци. С оглед на това, Тарксикодиса се покръства и се жени за дъщерята на Лъв и Верина Елия Ариадна, която ражда от него син, който също е наречен Лъв и по-късно става император, под името Лъв II. В резултат от този съюз Аспар става жертва на дворцов заговор, а голям брой от привържениците му са избити. Позициите на Зенон, както започва да се нарича исаврийският вожд, се затвърждават и след смъртта на тъста си и на наследилият го негов внук, става император (след като по-малко от година преди смъртта на Лъв II, баба му е уредила той да обяви баща си за съимператор и свой наследник). Първоначално Верина подкрепя Зенон, докато младият император (той умира на около 7 години) е все още жив, но след смъртта му през 474 тя се обръща срещу зет си. В заговора на Верина срещу Зенон участват любовникът ѝ Патрикий, брат ѝ – Василиск, исаврийският военачалник Ил и военачалникът Теодорих Страбон, което принуждава Зенон да избяга от Константинопол през 475 и да се върне в родината си, в Кавказ. На престола се възкачва Василиск, който е император до 476, когато Верина се помирява със Зенон, който се завръща и пак става император. След това Елия Верина започва да заговорничи срещу Ил, който разкрива заговора и със съгласието на Зенон я вкарва в затвора. Това довежда до нов заговор, в дъното на който стои другият зет на Верина – Маркиан (внук на император Маркиан и мъж на дъщеря й Леонция), но Маркиан е победен и изпратен в изгнание. През 483 г. Зенон настоява Ил да освободи Верина, но по това време Ил е против монофизитските симпатии на Зенон, срещу когото организира заговор. За целта Ил се съюзява с Верина и провъзгласява за император военачалника Леонтий, но Зенон побеждава и него. Ил и Верина бягат в Исаврия, където Елия Верина умира през 484.